# Gustavia (genre)
Pour les articles homonymes, voir Gustavia.
Genre
Classification phylogénétique
Gustavia est un genre de plantes à fleurs de la famille des Lecythidaceae, dont l'espèce type est Gustavia augusta L.. Il comprend une quarantaine d'espèces originaires de la zone tropicale de l'Amérique du Sud.

## Description
Les espèces du genre Gustavia sont des arbres de sous-bois, atteignant rarement 30 m de haut.
La forme de croissance correspond soit à des tiges uniques ou peu ramifiées avec de grandes feuilles groupées à l'extrémité des branches épaisses (pachycaulie), soit à un seul tronc dominant et une couronne très ramifiée avec des feuilles plus petites à l'extrémité des branches minces (leptocaulie).
Les feuilles sont souvent ± congestionnées à l'extrémité des branches. 
Les inflorescences sont terminales, axillaires ou caulinaires, solitaires ou racémisées. Fleurs actinomorphes, les plus grandes des membres néotropicaux de la famille, jusqu'à 20 cm de diamètre. 
Les calice entier est à 4-6 lobes. On compte 6 ou 8 pétales. 
L'androcée comporte 500-1210 étamines, toutes fertiles, fusionnées à la base en un anneau symétrique, celui-ci adné aux bases des pétales et au sommet de l'ovaire.
Les anthères sont déhiscentes par 2 pores apicaux. 
L'ovaire est à 4-6(-10) loges, chaque loge contenant 7-93 ovules attachés à un placenta élargi occupant la moitié supérieure du septum, le style < 5 mm de long. 
Les fruits sont indéhiscents, en forme de baies, devenant parfois ligneux, libérant normalement les graines par déliquescence du péricarpe, dans certaines espèces semblant déhiscentes à cause de la décomposition du sommet du fruit le plus faible. 
Les graines sont de 2 types, sans funicules bien développés ou avec des funicules jaunes, étendus et contorsionnés.
L'embryon comporte de grands cotylédons charnus, plano-convexes et un hypocotyle et une plumule minuscules.

## Répartition
Gustavia est largement répandu du sud-ouest du Costa Rica au Brésil, en passant par le Panama, la Colombie, le Venezuela, le Guyana, le Suriname, la Guyane, le nord de l’Équateur, et le Pérou.

## Liste des espèces
Selon GBIF (02 avril 2025) :
- Gustavia acuminata S.A.Mori
- Gustavia angustifolia Benth.
- Gustavia antioquensis Dugand & Daniel
- Gustavia augusta DC., 1828
- Gustavia augusta L.
- Gustavia augusta Ruiz & Pav.
- Gustavia brachycarpa Pittier
- Gustavia calvoris Miers
- Gustavia conferta Spruce ex O.Berg, 1858
- Gustavia coriacea S.A.Mori
- Gustavia dodsonii S.A.Mori
- Gustavia dubia (Kunth) O.Berg
- Gustavia elliptica S.A.Mori
- Gustavia erythrocarpa S.A.Mori
- Gustavia esmeraldana Cornejo & S.A.Mori
- Gustavia excelsa R.Knuth
- Gustavia fastuosa Mart. ex DC., 1828
- Gustavia fastuosa O.Berg, 1858
- Gustavia flagellata S.A.Mori
- Gustavia fosterae S.A.Mori
- Gustavia fosteri S.A.Mori
- Gustavia gentryi S.A.Mori
- Gustavia gigantophylla Sandwith
- Gustavia gracieae Cornejo & S.A.Mori
- Gustavia gracillima Miers
- Gustavia gracillipes R.Knuth
- Gustavia grandibracteata Croat & S.A.Mori
- Gustavia hexapetala (Aubl.) Sm.
- Gustavia hexapetala Hook. ex Urb., 1895
- Gustavia hubbardiorum S.A.Mori & Cornejo
- Gustavia inakuama S.A.Mori
- Gustavia johnclarkii S.A.Mori & Cornejo
- Gustavia latifolia Miers
- Gustavia longepetiolata Huber
- Gustavia longifolia Poepp. ex O.Berg
- Gustavia longifuniculata S.A.Mori
- Gustavia longipetiolata Huber
- Gustavia macarenensis Philipson
- Gustavia monocaulis S.A.Mori
- Gustavia nana Pittier
- Gustavia occidentalis Cuatrec.
- Gustavia parviflora S.A.Mori
- Gustavia paucisperma S.A.Mori
- Gustavia petiolata S.A.Mori
- Gustavia poeppigiana O.Berg
- Gustavia pubescens Ruiz & Pav. ex O.Berg
- Gustavia pulchra Miers
- Gustavia romeroi S.A.Mori & García-Barr.
- Gustavia santanderiensis R.Knuth
- Gustavia serrata S.A.Mori
- Gustavia sessilis S.A.Mori
- Gustavia speciosa (Kunth) DC.
- Gustavia speciosa Benth., 1845
- Gustavia superba (Kunth) O.Berg
- Gustavia tejerae R.Knuth
- Gustavia terminaliflora S.A.Mori
- Gustavia tetrapetala Raeusch., 1797
- Gustavia verticillata Miers
- Pirigara dubia Kunth

Selon Catalogue of Life (22 novembre 2017) :
- Gustavia aethiopica Mahunka, 1982
- Gustavia fusifer (Koch, 1841)
- Gustavia latolamellata Hammer, 1977
- Gustavia longicornis (Berlese, 1904)
- Gustavia longiseta Mahunka, 1984
- Gustavia magnifica Golosova & Karppinen, 1984
- Gustavia magnilamellata (Ewing, 1909)
- Gustavia maior (Berlese, 1904)
- Gustavia microcephala (Nicolet, 1855)
- Gustavia oceanica Pérez-Íñigo, 1987
- Gustavia parvula (Banks, 1909)
- Gustavia rugosa Balogh, 1958